# Rodello
Rodello (piemontesisch Rodel) ist eine Gemeinde in der italienischen Provinz Cuneo (CN), Region Piemont.

## Lage und Einwohner
Rodello liegt rund 70 km nordöstlich von der Provinzhauptstadt Cuneo entfernt in der Weinregion Langhe. Das Gemeindegebiet umfasst eine Fläche von 8 km² und hat 970 Einwohner (Stand 31. Dezember 2023).
Die Nachbargemeinden sind Albaretto della Torre, Benevello, Diano d’Alba, Lequio Berria, Montelupo Albese und Sinio.

## Geschichte

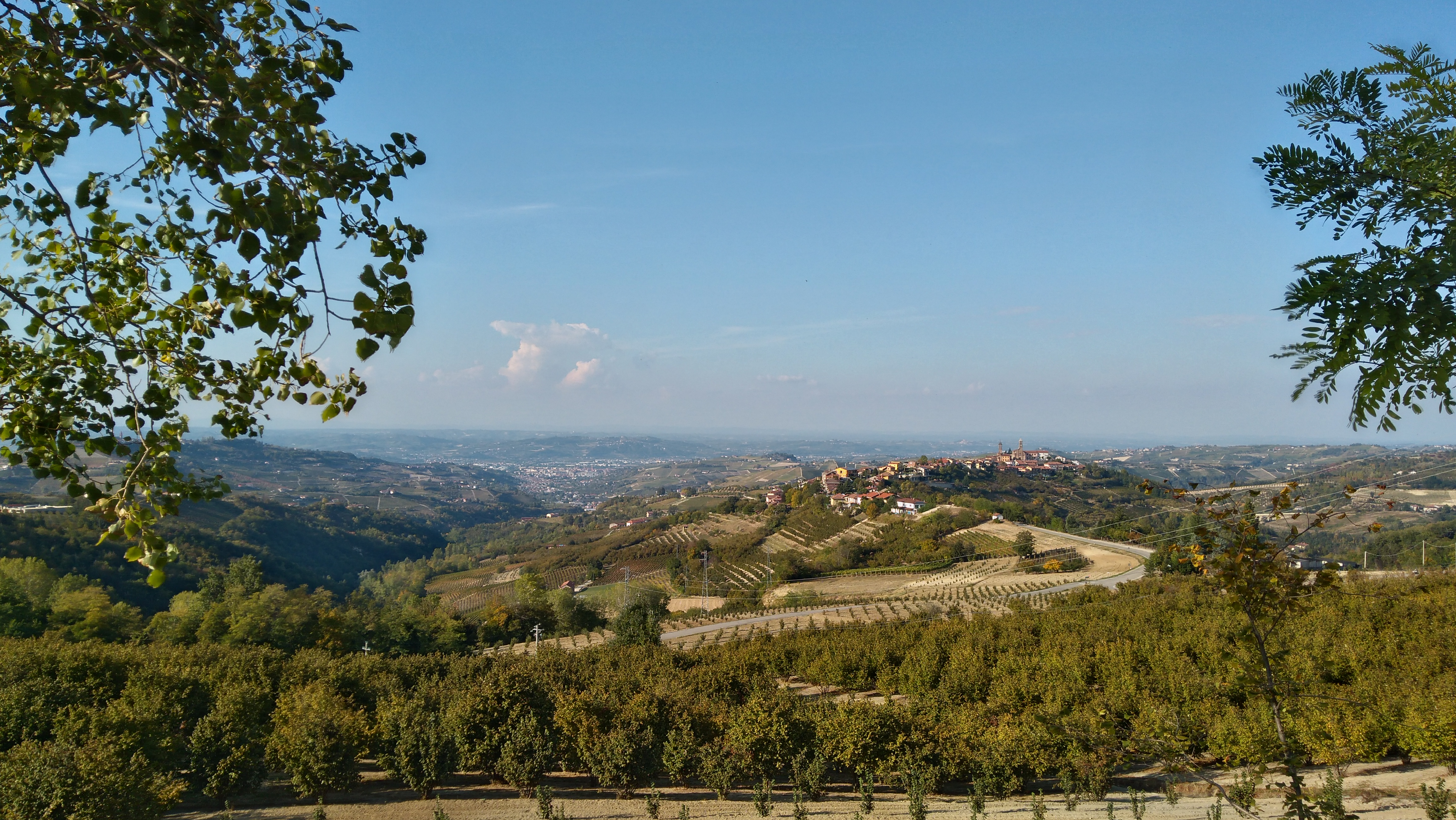
Panorama

Der Ortsname erscheint in antiken Dokumenten mit „de Rodello“. Es handelt sich um eine Verkleinerungsform, die vom germanischen Personennamen „Roto“ oder „Ruodo“ stammt. Es gibt nur wenige historische Informationen über die ersten Ereignisse des Dorfes und auch seine Ursprünge sind ungewiss. Es ging von einer Herrschaft zur anderen über, darunter auch die der Markgrafen von Monferrato, der Falletti della Morra und der Falletti di Barolo der Ferraris von Vercelli. Später gehörte es den Bischöfen von Alba und ging anschließend an die Markgrafschaft von Monferrato über, unter der es bis 1363 blieb.

## Sehenswürdigkeiten
- Die Pfarrkirche San Lorenzo (1776–1790) vom Architekten Rangone di Montelupo.
- Die Kirche der Immacolata aus dem frühen 18. Jahrhundert im Auftrag von Abt Michele Falletti, aus dem 18. Jahrhundert.

## Kulinarische Spezialitäten
In Rodello werden Reben für den Dolcetto d’Alba, einen Rotwein mit DOC Status angebaut. Die Beeren der Rebsorten Spätburgunder und/oder Chardonnay dürfen zum Schaumwein Alta Langa verarbeitet werden.

## Persönlichkeit
- Nunzio Filogamo, geboren als Annunziato Filogamo (Palermo, *20. September 1902 – †Rodello, 24. Januar 2002), war ein italienischer Radiomoderator, Fernsehmoderator, Schauspieler, Sänger und Radioregisseur.